# 日専連ホールディングス
株式会社日専連ホールディングス（にっせんれんホールディングス、Nissenren Holdings,Inc.）は、青森県青森市に本社を置く、協同組合連合会日本専門店会連盟系の信販会社である。青森県全域及び秋田県大館市と北秋田市などにおいて「日専連カード」の発行等を行っている。

## 概要
2007年4月1日に県内4組合及び関連会社3社で行ってきた、日専連のクレジット事業の全てを譲り受けて事業を開始しており、都道府県単位での日専連のクレジット事業の経営統合としては初めてとなる。2008年6月1日には協同組合日専連おおだてよりクレジット事業を譲り受け、秋田県の北秋エリアにも拡大した。

## 沿革
- 2006年（平成18年）7月19日 - 会社設立[3]。
- 2007年（平成19年）4月1日 - 青森県内日専連4組合（青森・八戸・津軽・むつ）及び関連会社3社：日専連ライフサービス（弘前市）・八専信販（八戸市）・黒専信販（黒石市）の計7団体が行ってきたクレジット事業を譲り受け、事業開始。
- 2008年（平成20年）6月1日 - 協同組合日専連おおだて（秋田県大館市）よりクレジット事業を統合し、同社としては初となる県外での事業を拡大。
- 2021年（令和3年）7月 - この月発行の紙の利用代金明細書より発行手数料が必要となった[4]。
- 2022年（令和4年）10月1日 - この日から電話リレーサービスを利用できるようになった[5]。
- 2023年（令和5年）4月 - JCBコンタクトレスカードの発行を開始[6]。

## キャラクター
- ポイン君（ヒヨコをモチーフにしている）
- カード戦隊ニッセンレン★ファイブ（2017年に登場した5人編成のキャラクター[7]）

## 提供番組
むつ会単独提供以外、提供クレジットは「あなたのそばに。日専連カード」となっている。

### 現在
- 朝ワイ!ダッシュ（青森放送ラジオ、今日も!あさぷり（2006年10月 - 2016年3月）から引き継いで8時台「交通・天気情報」[8]）
- ひるおび!内・JNN NEWS（火曜・青森テレビ、むつ会加盟店舗のCMが流れる。）
- 東奥日報ニュース（金曜 昼・青森放送テレビ、むつ会加盟店舗のCMが流れる。）
- 情報ライブ ミヤネ屋（金曜 15時台・青森放送テレビ、青森会加盟店舗のCMが流れる[9]。）

### 過去
- あおもりTODAY（青森放送ラジオ）
  - 12時台「プッシュ×3」（内容は「今日も!あさぷり」と同様だが、青森・野辺地局には提供していない。）
  - 15時台「ラジオ伝言板」（青森・野辺地局で金曜のみ、むつ会加盟店舗のCMが流れる。）